# Гитан, Рафик
Рафик Гитан (фр. Rafik Guitane; 26 мая 1999) — французский футболист, полузащитник клуба «Реймс». Выступает за португальский «Эшторил-Прая» на правах аренды.

## Клубная карьера
Уроженец Эврё, Нормандия, Рафик Гитан начал футбольную карьеру в местных молодёжных командах «Эврё Баскет» и «Эврё 27». В 2013 году стал игроком «Гавра». В июле 2016 года подписал с «Гавром» свой первый профессиональный контракт. 4 декабря 2016 года Гитан дебютировал в основном составе «Гавра» в матче Кубка Франции против «Сен-Коломбан Локмине». 19 сентября 2017 года дебютировал за «Гавр» во французской Лиге 2 в матче против «Сошо».
1 февраля 2018 года было объявлено о переходе Гитана в клуб «Ренн» за 10 млн евро. Согласно условиям соглашения, остаток сезона 2017/2018 игрок провёл в «Гавре» на правах аренды. 20 октября 2019 года дебютировал в основном составе «Ренна» в матче французской Лиги 1 против «Монако».

## Карьера в сборной
Выступал за сборные Франции до 17, до 18, до 19 и до 20 лет.

## Личная жизнь
Гитан родился во Франции в семье алжирца и марокканки.